# Srednja Meminska
Srednja Meminska est un village de la municipalité de Majur (comitat de Sisak-Moslavina) en Croatie. Au recensement de 2011, le village comptait 58 habitants.